# Чорна речовина
Чо́рна речовина́ (лат. substantia nigra) (ще одна усталена назва — чорна субстанція) — структура в середньому мозку, яка віддіграє важливу роль в екстрапірамідній системі й у системі винагород (англ. reward system;— системі контролю поведінки за допомогою позитивних реакцій, приємних відчуттів) та рухів. Чорною речовиною це утворення названо через те, що виглядає темнішим за навколишні структури мозку внаслідок високого вмісту нейромеланіну в дофамінергічних нейронах. Вона була досліджена в 1784 році Félix Vicq-d'Azyr. Samuel Thomas von Sömmerring посилався на цю структуру в 1791 р. Хвороба Паркінсона характеризується смертю дофамінергічних нейронів у чорній речовині (точніше, в її компактній частині — лат. pars compacta)
Хоча чорна речовина виглядає безперервною на розрізах мозку, анатомічні дослідження виявили, що насправді вона складається з двох частин — компактної (лат. pars compacta) і сітчастої (лат. pars reticulata). Цю класифікацію вперше запропонував Сано (Sano) 1910 року. Pars compacta переважно слугує входом до мережі базальних гангліїв, постачає до базальних ядер дофамін. Тоді як pars reticulata слугує виходом, передаючи сигнали базальних гангліїв до чисельних мозкових структур.

## Анатомія
Чорна речовина разом з чотирма іншими ядрами є частиною системи базальних гангліїв. Це найбільше ядро середнього мозку, що лежить дорзально щодо ніжок мозку. В мозку людини дві чорних субстанції — по одній з кожної сторони.
Чорна речовина розділена на дві частини. Сітчаста частина чорної речовини (лат. pars reticulata) (знаходиться латерально), а компактна частина чорної речовини (лат. pars compacta) — лежить медіальніше. Іноді виділяється третя ділянка — бічна частина (лат. pars lateralis), але зазвичай вона трактується як підрозділ сітчастої частини.
Сітчаста частина і внутрішня частина блідої кулі (лат. globus pallidus) розділені внутрішньою капсулою.

### Сітчаста частина (лат.Pars reticulata)
Має відчутну структурну й функціональну подібність з внутрішньою частиною блідої кулі. Вони іноді розглядаються як частини однієї і тієї ж структури, розділеної білою речовиною внутрішньої капсули. Як і у блідої кулі, нейрони в сітчастій частині переважно ГАМК-ергічні.

#### Аферентні зв'язки
Головні вхідні шляхи до сітчастої частини чорної речовини йдуть від смугастого тіла (лат. corpus striatum) двома маршрутами, відомими як «прямий» і «непрямий» шляхи. Прямий шлях складається з аксонів з середніх «колючих» клітин (або шипуватих нейронів) у смугастому тілі, які виступають безпосередньо до сітчастої частини. Непрямий шлях складається з трьох гілок:
- імпульсація зі стріарних середніх шипуватих нейронів до зовнішньої частини блідої кулі;
- ГАМК-ергічна імпульсація від блідої кулі до субталамічного ядра й
- глутамінергічна імпульсація від субталамічного ядра до сітчастої частини чорної речовини.

Таким чином, активність смугастого тіла через прямий шлях має гальмівну дію на нейрони в сітчастій частини чорної речовини, і збудливу дію через непрямий шлях. Прямі та непрямі шляхи починаються з різних скупчень стріарних середніх шипуватих нейронів: вони тісно переплетені, але представляють різні типи дофамінових рецепторів, а також демонструють інші нейрохімічні відмінності.

#### Еферентні зв'язки
Значні проєкційні зв'язки знаходяться у таламусі (вентральному латеральному і вентральному передньому ядрах), верхніх горбках чотиригорбкового тіла, та інших каудальних ядер з сітчастої частини (в нігроталамічному шляху), які використовують ГАМК як нейромедіатор. Крім того, ці нейрони утворюють до п'яти колатералей між сітчастою й компактною частинами чорної речовини, які, найімовірніше модулюють дофамінергічну активність у компактній частині.

### Компактна частина (лат.Pars compacta)
Являє собою частину чорної речовини, розташованої медіальніше сітчастої частини. Вона сформована дофамінергічними нейронами. Хвороба Паркінсона характеризується відмиранням дофамінергічних нейронів саме в компактній частині чорної речовини.

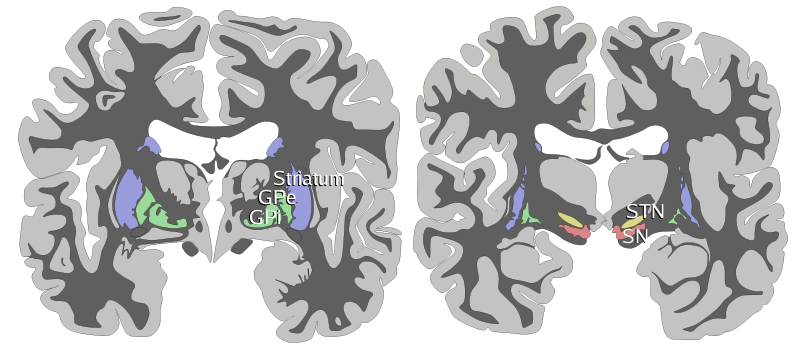
Корональні зрізи показують базальні ганглії, бліду кулю (globus pallidus): Зовнішній сегмент (GPe), субталамічне ядро, бліду кулю, і чорну речовину (SN, позначено червоним). Права частина — глибший і дорзальніший зріз

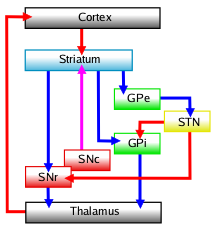
Схема основних компонентів системи базальних гангліїв

Анатомічний огляд головних зв'язків базальних гангліїв (чорна речовина виділена чорним) Другий малюнок показує 2 корональних зрізи, накладені один на другий аби включити задіяні базальні ганглії. Знаки + та — в верхівці стрілки показують відповідно збуджуючу та гальмівну дію даного шляху. Зелені стрілки позначають збуджуючі глутамінергічні шляхи, червоні стрілки позначають гальмівні ГАМК-ергічні шляхи і бірюзові стрілки позначають дофамінергічні, які є збуджуючими в прямих, і гальмівними в непрямих шляхах.

В головному мозку тіла клітин нейронів pars compacta зафарбовані чорним пігментом меланіном. Рівень пігментації зростає з віком. Компактна частина чорної речовини своєю чергою поділяється на вентральний і дорзальний яруси, останній з котрих кальбіндін-позитивний.
Довгі дендрити компактної частини чорної субстанції одержують інформацію зі смугастого тіла. Гальмівні імпульси прямують від сітчастої частини.

## Функції
Чорна субстанція грає важливу роль у функціонуванні мозку, зокрема, в рухах очей, плануванні рухів, в системі винагород, в навчанні, в формуванні залежності.
Багато нігральних (від лат. substantia nigra) ефектів модеруються смугастим тілом (лат. corpus striatum). Нігральний дофамінергічний вхід до смугастого тіла (лат. corpus striatum) через нігростріарний шлях нерозривно пов'язаний з функціями смугастого тіла. Хоча при електричній стимуляції чорної речовини рух не викликається, взаємозалежність між смугастим тілом і чорною субстанцією можна пояснити на прикладі хвороби Паркінсона, коли симптоми нігральної дегенерації чітко вказують на вплив чорної речовини на рухову сферу. На додачу до цих функцій, чорна речовина також є найбільшим джерелом ГАМК-ергічного гальмування багатьох структур мозку.